# Villaggio di San Vincenzo
Il villaggio di San Vincenzo è un insediamento preistorico posto nella parte nord-orientale di Stromboli, in Sicilia.
Il villaggio è stato scoperto nel 1980 e indagato poi dal 2009 rilevando frequentazioni del neolitico, dell'età del bronzo (cultura di Capo Graziano I e II) nonché in età romana e medievale. Il villaggio dell'età del bronzo era costituito da una serie di terrazzamenti mantenuti con pietrame. Sui vari terrazzi si ergevano le abitazioni a forma ovale o circolare di cui le maggiori superavano persino i 10 metri di diametro. I muri a secco erano formati da pietre laviche locali.
Dai ritrovamenti si è scoperto che la ceramica era perlopiù proveniente dalle altre isole ma anche importata attraverso fitti scambi commerciali: Calabria, Sicilia ma anche ceramiche e parline vitree dall'Egeo del Tardo Elladico I-II (1650-1400 a.C.). Forse a causa di questo fiorente commercio venne depredata e nella metà del secondo millennio il villaggio abbandonato perché gli abitanti si spostarono in alture più impervie.